# اللجنة الإفريقية لحقوق الإنسان والشعوب
اللجنة الإفريقية لحقوق الإنسان والشعوب (تُعرف اختصارا بـ ACHPR) هو جهاز شبه قضائي مُكلَّف بتعزيز وحماية حقوق الإنسان والحقوق الفردية في جميع أنحاء القارة الإفريقية فضلا عن تفسير الميثاق الإفريقي لحقوق الإنسان والشعوب والنظر في الشكاوى الفردية المتعلقة بانتهاكات الميثاق.
جاءت اللجنة إلى حيز الوجود في 21 تشرين الأول/أكتوبر 1986 بعدما تم الاتفاق عليها في الميثاق الإفريقي (الذي اعتمدته منظمة الوحدة الإفريقية في 27 حزيران/يونيو 1981) وعلى الرغم من أن السلطة وقعت من تلقاء نفسها على المعاهدة والميثاق الإفريقي إلا أنها تتبع للجمعية العامة التي تُصدر تقارير حول وضعية رؤساء الدول والحكومات في الاتحاد الإفريقي (سابقا منظمة الوحدة الإفريقية).
أول الأعضاء الذين تم انتخابهم من قبل منظمة الوحدة الإفريقية كان عددهم 23 وكانوا مُنخرطين في جمعية رؤساء الدول والحكومات قبل تاريخ حزيران/يونيو 1987، وقد تم تثبيت اللجنة رسميا لأول مرة في 2 تشرين الثاني/نوفمبر من نفس العام. وقد استندت اللجنة في أول سنتين من وجودها على الأمانة العامة لمنظمة الوحدة الإفريقية في أديس أبابا، إثيوبيا ولكن في تشرين الثاني/نوفمبر 1989 تم نقلها إلى بانجول في غامبيا.
تجتمع اللجنة مرتين في السنة: عادة ما يكون اجتماعها الأول في آذار/مارس أو نيسان/أبريل ثم الثاني في تشرين الأول/أكتوبر أو تشرين الثاني/نوفمبر، حيث يُعقد الاجتماع الأول في بانجول حيث توجد هناك أمانة اللجنة؛ أما الثاني فيُعقد في مدينة أخرى شريطة أن تكون تابعة لدولة إفريقية.

## التكوين
تتكون اللجنة الإفريقية لحقوق الإنسان والشعوب من أحد عشر عضوا يُنتخبون عن طريق الاقتراع السري في منظمة الوحدة الإفريقية لرؤساء الدول والحكومات (تم تعديل مكان الاقتراع لاحقا إلى جمعية الاتحاد الإفريقي). هؤلاء الأعضاء يخدمون لمدة ست سنوات قابلة للتجديد، أما اختيارهم فيتم على حسب الشخصيات الأعلى سمعة والمعروفة بحسها الأخلاقي العالي ونزاهتها والتزامها الكامل بالحياد والكفاءة في المسائل المتعلقة بحقوق الإنسان والشعوب، (حسب الميثاق الإفريقي المادة 31) كما يتم تمييز «الأشخاص ذوي الخبرة القانونية» عند الاقتراع وعادة ما يكونون أوفر حظا للظفر بالمنصب.
يتمتع أعضاء اللجنة بالاستقلال التام في أداء مهامهم ولا يعملون على أساس شخصي (أي لا يمثلون أوطانهم)، ومع ذلك فهناك من ينحاز لوطنه ويعمل لصالحه بدل خدمة الشأن العام.
يتم اختيار الأعضاء الستة؛ ثم من بين الستة يتم اختيار رئيس ونائب للرئيس يعملان سنتان قابلة للتجديد.
| الاسم                     | الانتماء     | المنصب | سنة الاقتراع | نهاية المدة | إعادة التجديد |
| ------------------------- | ------------ | ------ | ------------ | ----------- | ------------- |
| فايث بانسي تلاكولا        | جنوب إفريقيا | الرئيس | 2005         | 2011        | 2012          |
| سولومون آيلي ديرسو        | إثيوبيا      | عضو    |              |             |               |
| جاميسينا إيسي كينغ        | سيراليون     | عضو    |              |             |               |
| لاورانس موروغو ميت        | كينيا        | عضو    | 2013         | 2019        |               |
| زاينابو سيلفي كاياتسي     | رواندا       | عضو    | 2007         | 2009        | 2010          |
| راين ألابيني غانسو        | بنين         | عضو    | 2005         | 2011        | 2012          |
| يونغ كام جون يونغ سيك يون | موريشيوس     | عضو    | 2007         | 2013        |               |
| لوسي أسواغبور             | الكاميرون    | عضو    | 2010         | 2016        |               |
| ميا السهلي فاضل           | الجزائر      | عضوة   | 2011         | 2017        |               |
| محمد كاجوا                | أوغندا       | عضو    | 2011         | 2017        |               |
| سوياتا مايجا              | مالي         | عضوة   | 2007         | 2013        | 2014          |

## مجال العمل
تعمل اللجنة في ثلاث مجالات «واسعة» وهي:
- تعزيز حقوق الإنسان والشعوب
- حماية حقوق الإنسان والشعوب
- تفسير الميثاق الإفريقي بشأن حقوق الإنسان والشعوب

وفي سعيها لتحقيق هذه الأهداف، كُلفت اللجنة «بجمع الوثائق وإجراء الدراسات والبحوث حول المشاكل الإفريقية في مجال حقوق الإنسان والشعوب، ثم تنظيم الحلقات الدراسية والندوات والمؤتمرات ونشر المعلومات وتشجيع المؤسسات الوطنية والمحلية المعنية بحقوق الإنسان والشعوب بإعطاء ملاحظات أور آراء أو توصيات إلى الحكومات» (حسب نفس الميثاق في مادته 45).
مع إنشاء المحكمة الإفريقية لحقوق الإنسان والشعوب (بموجب بروتوكول الميثاق الذي اعتمد عليه في عام 1998 ودخل حيز النفاذ في كانون الثاني/يناير 2004) تم إضافة مهمة جديدة للجنة وهي إعداد ملفات خرق حقوق الإنسان وتقديمها للمحكمة المختصة. في تموز/يوليو 2004، خرج الاتحاد الإفريقي بقرار مفاده ضرورة عمل اللجنة الإفريقية لحقوق الإنسان والشعوب وتنسيق قوانينها مع محكمة العدل الإفريقية.
في عام 2011، قدمت اللجنة تقريرا للمحكمة الإفريقية لحقوق الإنسان والشعوب بشأن ما حصل للشعب الليبي في عهد الرئيس الراحل معمر القذافي.